# 야코블레프 Yak-141
야코블레프 Yak-141(NATO 코드명: 프리스타일) 또는 Yak-41은 소비에트 연방의 초음속 수직이착륙 전투기이다. 1991년 생산 계획이 취소되었다.

## 개발 배경
초음속 수직 이·착륙기 역사에서 러시아는 미국, 유럽과 더불어 많은 노력을 기울인 국가 중 하나이다.
야코블레프 Yak-141(또는 Yak-41M으로도 불림)은 구 소련이 만든 공중요격·근접공중전 등 다목적 초음속 전투기로 Yakovlev Yak-36을 대체할 목적으로, 수직이·착륙이 가능한 항공모함 탑재용으로 개발되었다.
1967년 7월 도모데드보 에어쇼에서 이미 러시아는 고정익기로 수직 상승 및 공중 정지, 수평으로의 전환 비행을 관중 앞에서 선보인 바 있다. 당시 에어쇼에 사용됐던 Yak-36 ‘프리핸드’ 기종은 실제 작전에 투입할 수 없는 기술시범기 수준의 항공기였으나 안정적인 수직 이·착륙이 가능해 러시아의 기술력을 입증했다.
Yak-36 ‘프리핸드’에서 실증된 수직 이·착륙 기술은 실제 임무수행이 가능한 Yak-38 ‘포저’로 이어졌다. 1975년부터 양산 단계에 들어간 Yak-38은 1976년부터 소련 해군의 키예프·민스크 등 키예프급 항공모함의 함재기로 운용을 시작했으며, 함대 방공 문제가 절실한 소련 해군에 함대 방공 전투기, 대함 공격기, 정찰기 등 다양한 목적으로 활용됐다.
Yak-38은 다양한 임무수행이 가능했지만 전투기로서의 기동 성능(선회시간이 일반 전투기의 2~3배 이다…)이나 무장탑재량(무장포트를 전부 쓰지 못할정도) , 항속거리 , 엔진추력(상부의 지침으로 인해 작은 엔진을 여러개 달아놓았는데 추력이 기온이 높으면 비무장상태여도 날지 못할정도로 낮다)등 전반적인 성능이 부족했다 그리고 기체결함이 워낙 많아서 손실된 기체중 대부분이 조종사의 실수나 격추가 아닌 기체결함으로 인한 추락이였어서 한번 해프닝이 발생한적 있는데 1976년 해상훈련도중 무려 6대의 yak-38이 결함으로 인해 뜨지 못하자 조종사들은 회식을 벌였다고 한다(물론 상관들은 막지 못했다)
사실 소련해군과 야코블레프 설계국에선 할말이 많은데 야코블레프 설계국은 원래 엔진하나로 가동되는 정상적인 기체 설계안을 내놓았지만 상부에서 작은엔진 여러개를 달라고 지시해 이런 기체가 나오게 되었다… 소련해군은 키예프급 항공 중순향함에 실을 수 있는 공격기가 YAK-38밖에 없어서 울며겨자먹기로 쓰고 있었는데 개량을 해도 쓸수있는 수준의 기체가 아니라 결국 키예프급 항공 중순양함에서 YAK-38을 점점 없애다가 결국 헬기항모로 변해버렸고 냉전이 종식되자 소련은 바로 퇴역시켰다

러시아는 수직 이·착륙기보다 미국의 함재기와 같이 통상 이·착륙(CTOL) 방식의 고정익 전투기를 함재형으로 개발하는 방안을 결정했고, Su-33과 MiG-29K등이 개발되자 Yak-38을 바로 퇴역시켰다.
Yak-38의 성공 이후 러시아가 준비했던 기종은 Yak-141이었다.
세계 최초의 실용 초음속 수직 이·착륙 전투기를 목표로 개발됐던 Yak-141은 1991년 파리 에어쇼에서 공개돼 세계적인 주목을 받기도 했다. 당시 야코블레프 설계국의 홍보자료에는 Yak-141에 대해 공중요격, 근접공중전 및 대지공격임무를 수행할 수 있는 다목적 초음속 전투기로 설명하고 있다.

## 제 원
- 탑승 인원: 1명
- 길이: 18.36 m (60 ft 2¼ in)
- 날개 길이: 10.105 m (33 ft 1½ in)
- 높이: 5.00 m (16 ft 5 in)
- 날개 넓이: 31.7 m² (341 ft²)
- 미무장시 중량: 11,650 kg (25,683 lb)
- 최대 이륙중량: 19,500 kg (42,989 lb)
- 엔진

- 파워엔진: 코브첸코/소유즈 R-79V-300 터보팬 엔진 1개
Dry thrust: 108 kN (24,300 lbf),
Thrust with afterburner: 152 kN (34,170 lbf)
- 리프트 엔진: 리빈스크 RD- 41MNPK Soyuz R-79V-300 lift/cruise 터보팬 2개
터보젯트 41.7 kN (9,300 lbf) thrust each
- 최대 속도: 1,800 km/h (1,118 mph, 마하 1.7+)
- 실속: 2,100 km (1,305 mi)
- 항속거리: 3,000 km (1,865 mi)
- 실용 상승 한도: 15,500 m (50,853 ft)
- 이륙 속도: 15,000 m/min (49,213 ft/min)

- 무장: 30mm 기관포 1문, AA-10 레이다 유도 중거리 공대공미사일, AA-11 단거리 열추적 미사일·폭탄·로켓탄 등 최대 2,600㎏ 탑재가능

## 엔진(추력편향 노즐)
Yak-38과 마찬가지로 Yak-141이 사용한 수직 이·착륙 방식은 추력 편향이 가능한 주 엔진과 수직전용 보조 엔진을 결합한 것이었다.
코브첸코/소유즈 R-79V-300 터보팬 엔진 1개와 리빈스크 RD- 41 터보팬 리프트 엔진 2개를 장비하였다.
주 엔진은 배기구가 후방에서 아래로 95도까지 꺾이도록 설계됐다. 수직 아래인 90도보다 5도가 더 꺾이도록 설계한 것은 추진 방향을 약간이나마 전방으로 향하게 해 착륙할 때 감속 효과를 얻기 위해서다.
Yak-141은 초음속 성능이 요구됐기 때문에 엔진에 후기연소기(후연기 또는 에프터 버너 (후연기 참조): 가동시 엔진추력은 상승하나 단계에 따라 연료 소모율이 최소 2배에서 심하면 5배까지 증가한다) 장착 돼있다.
후기연소기는 Yak-141의 가속 및 기동 성능에 큰 기여를 했지만 착륙 시 항공모함 갑판 또는 활주로 표면을 뜨겁게(최소 1000도이상) 가열시켜 손상을 입힐 우려가 있다.

## 초도 비행
1975년부터 YAK-38의 후계기로 개발을 시작하여 1989년 3월에 초도비행을 실시한 Yak-141은 기존 Yak-38에 비해 개선된 성능을 입증했다.
1989년 3월 첫 비행에 성공하였다. 수직이착륙실험은 1989년 12월 29일 이루어졌다. 1991년 파리 항공쇼에서 처음 일반에 공개되었다. 소련이 해체된 뒤 국방비 삭감으로 양산계획이 취소되었지만 1995년까지 시험비행이 진행되었다.

## 양산
Yak-141은 연구개발에 성공했음에도 불구하고 예산 문제로 양산에 이르지 못했다. 특히 최대속도는 마하 1.8을 기록해 최초의 실용 초음속 수직 이·착륙기가 탄생되는 듯했다. 하지만 냉전 종식으로 인한 러시아의 국방예산 감축으로 Yak-141을 비롯한 많은 개발 프로그램이 취소되고 말았다.
비록 양산에 이르지 못했지만 Yak-141에 적용됐던 회전 노즐(swivelling nozzle) 기술은 미국의 F-35 라이트닝 II 차세대 초음속 수직 이착륙기에 그대로 적용됐기 때문에 Yak-141은 최초 초음속 수직 이착륙기의 탄생에 결정적인 역할을 한 항공기다.

## 더 읽어보기
관련 기종
- Yak-130
- HAIG L-15
- EADS 마코
- HESA 샤파그
- FMA IA-63 팜파
- 가와사키 T-4
- F-35 라이트닝 II
- 수직 이착륙기

기타
- 야코블레프 설계국

## 같이 보기
- T-50 골든이글
- FA-50
- 아에르마키 M-346

## 참고 자료
- https://web.archive.org/web/20101223022940/http://www.aviation.ru/Yak/141/Yak-141.html
- https://web.archive.org/web/20130430162446/http://www.aviation.ru/Yak/#141
- Air Force Technology - Yak-141[깨진 링크(과거 내용 찾기)]